# Erprobungsstelle Rechlin

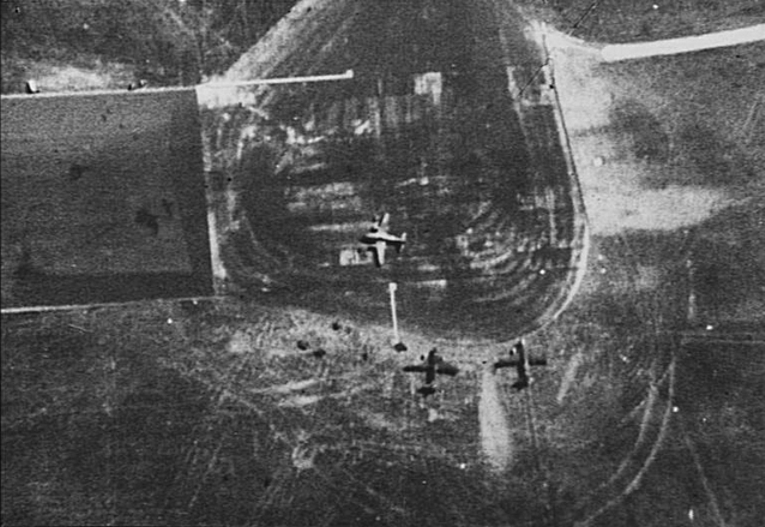
Luftbild der alliierten Luftaufklärung zeigt drei strahlgetriebene Messerschmitt Me 262 auf dem Flugplatz Lärz, etwa Oktober 1944

Die Erprobungsstelle Rechlin am Südostufer der Müritz bei Rechlin war von 1926 bis 1945 die zentrale Erprobungsstelle für Luftfahrzeuge im Deutschen Reich.

## Geschichte
Die Geschichte der Erprobungsstelle Rechlin begann im Jahr 1916, als die ersten Planungen des Deutschen Heeres zur Errichtung einer Flieger-Versuchs- und Lehranstalt an der Müritz entstanden. Doch erst während der Zeit des Nationalsozialismus wurde unter Einschluss des Flugplatzes Lärz Rechlin zur Erprobungsstelle (E’Stelle) der Luftwaffe ausgebaut und war die größte Erprobungsstelle der Luftwaffe im Dritten Reich. Die Ergebnisse der Erprobungen und Entwicklungen der Rechliner Ingenieure in der Zeit von 1926 bis 1945 beeinflussten die Luftfahrttechnik bis heute maßgeblich und trieben sie voran.

### Die Anfänge
Im November 1916 teilte das Preußische Kriegsministerium mit, dass die „Einrichtung umfangreicher flugtechnischer Anlagen an dem Südufer des Müritzsees“ geplant sei. Bei den Enteignungsverhandlungen wurden sämtliche Gebäude von Kirche, Pfarrei und Küsterei mit enteignet. Jedoch wurde die „Flieger-Versuchs- und Lehranstalt“ erst am 29. August 1918 offiziell ihrer Bestimmung übergeben. Im Oktober 1918 fanden noch Vergleichsflüge mit dem Prototyp 11 der Fokker D.VII statt; dabei wurden Flüge mit und ohne N-Streben in den Tragflächen durchgeführt.
Nach dem Ende des Ersten Weltkrieges wurden die bestehenden Anlagen demontiert. Der Versailler Vertrag verbot dem Deutschen Reich der Weimarer Republik in den Artikeln 198 und 202 jegliche Entwicklung und den Bau von Flugzeugen. Um diese Bestimmungen des Versailler Vertrages zu umgehen, wurde zwischen Deutschland und der Sowjetunion am 16. April 1922 der Vertrag von Rapallo geschlossen.
Dieser Vertrag schaffte die Voraussetzung dafür, die Ausbildung von fliegendem Personal sowie die geheime Erprobung von Flugzeugen und zugehörigen Geräten in Lipezk durchführen zu können (siehe: Geheime Fliegerschule und Erprobungsstätte der Reichswehr). Der Reichswehrführung genügte dies jedoch nicht, sie wollte auch in Deutschland selbst eine zentrale Erprobungsstelle schaffen. Nachdem das Deutsche Reich 1925 dem Völkerbund beigetreten war, wurden im Juni die Bestimmungen des Versailler Vertrages gelockert; im Spätherbst wurde mit dem Aufbau der Erprobungsstelle begonnen.
Die erste Flugzeughalle mit Arbeits- und Wohnhaus („Schweizer Haus“) wurde 1926 gebaut, es folgten bis Ende 1934 das Wohn- und Gemeinschaftshaus „Café Achteck“, zwei Junkers-Flugzeughallen und ein Motorenprüfstand.

### Im Dritten Reich

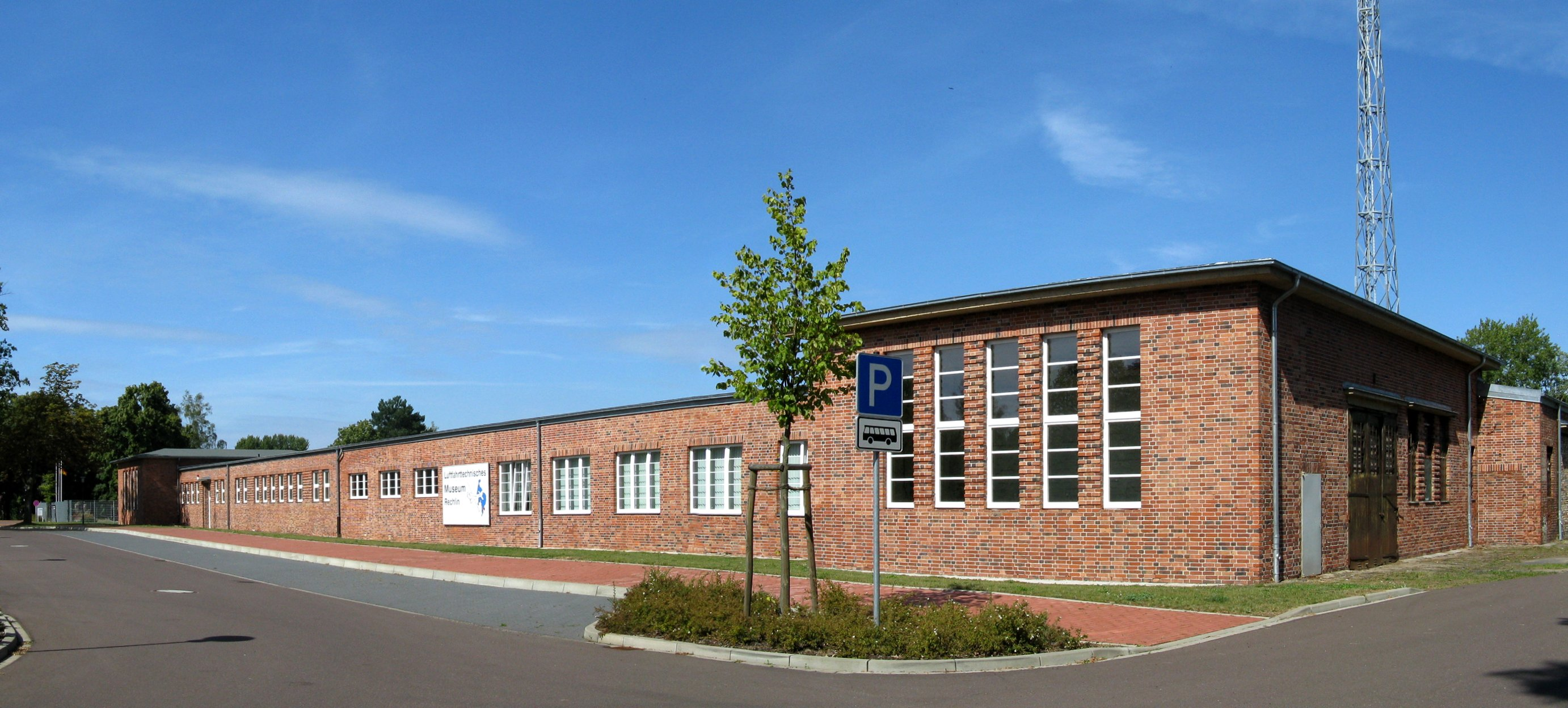
Gebäudeensemble der Erprobungsstelle – Gruppe Nord (heute Luftfahrttechnisches Museum Rechlin)

Nach der Machtergreifung durch die Nationalsozialisten im Jahr 1933 flossen enorme Geldmittel nach Rechlin. Aus dem ganzen Reich wurden Techniker und Ingenieure nach Rechlin beordert. Für sie wurde in Rechlin (heute Rechlin-Nord) die sogenannte „Meistersiedlung“ und zwischen Vietzen und Rechlin die Siedlung „Vietzen“ (heutiges Rechlin) mit Einzel- und Doppelhäusern gebaut, um auch ihre Familien unterbringen zu können.
Um den fast runden Grasplatz entstanden vier große Gebäudegruppen, die Gruppen Nord (Verwaltung, Labore), Süd (Motorenerprobung), Ost (Munition, Waffen) und West (techn. Kompanie, Kasernen). Aufgrund der Bautätigkeiten (bis 1945 entstanden Gebäude mit einer Gesamtfläche von 190 Hektar) wurden bei „Vietzen“ und „Retzow“ Barackenlager für den Reichsarbeitsdienst errichtet. Im Lager in Retzow wurden später auch italienische Arbeitskräfte einquartiert. Zum Kriegsende wurden im teilweise zum KZ umgerüsteten Lager Retzow Frauen aus dem Konzentrationslager Ravensbrück untergebracht, um sie auf dem nahegelegenen Flugplatz Lärz für Bauarbeiten einzusetzen.
Am 26. Februar 1935 ordnete Reichswehrminister Blomberg die schrittweise Enttarnung der Luftwaffe an und Rechlin wurde endgültig als Außenstelle des Technischen Amtes des Reichsluftfahrtministeriums in Berlin zur „Erprobungsstelle der Luftwaffe“. Die Tätigkeiten waren Teil der „amtlichen Überwachung“. Sie hatten zum Ziel, die Gebrauchsfähigkeit von Fluggeräten und Ausrüstungen festzustellen. Daneben wurden auch Musterprüfungen an neuen Flugzeugtypen durchgeführt. Beispiele für Erprobungsaufgaben waren das Erreichen der geforderten Geschwindigkeiten, Reichweite, Gipfelhöhe, Festigkeit, Stabilität und Steuerbarkeit. Untersucht wurden weiter die Wartung, Ergonomie, Reparaturfreundlichkeit und weitere Aspekte, die Auswirkungen auf den späteren Einsatz des Gerätes bei der Truppe hatten. 1939 fanden Tests mit dem ersten Strahlflugzeug der Welt (Heinkel He 178) statt, ab 1940 auch mit Heinkel He 280, jedoch zunächst noch ohne Triebwerke (Schleppflüge mit He 111).
Diese Untersuchungen führten immer wieder zu Entwicklungen, die schließlich Eingang in die Luftfahrttechnik fanden und die entsprechenden Geräte wesentlich verbesserten. Dazu gehörten beispielsweise verschiedene Fallschirmarten (unter anderem Bänderfallschirm), Daumenschalter, automatische Kurssteuerungen (Autopilot), besondere Instrumentierungen, Seenotrettung mit Starrflüglern, das Rechliner Kaltstartverfahren und Verfahren zur kurzzeitigen Steigerung der Höhenleistung von Flugtriebwerken. Am 3. Juli 1939 wurde bereits das erste raketengetriebene Flugzeug vorgeführt. Bei der Erprobung des zweistrahligen Düsenflugzeugs Heinkel He 280 V1 (DL+AS) kam es am 13. Januar 1943 zum ersten Schleudersitzausschuss der Luftfahrtgeschichte. Aus den Erprobungen der Abteilung F resultierten beispielsweise zahlreiche funktechnische Neuerungen. Viele Spezialisten dieser und anderer Abteilungen wurden nach dem Kriegsende von den Alliierten übernommen.
Neben der rein technischen Erprobung aller Landflugzeuge und deren Zubehör wurden neue Flugzeuge, besonders nach Kriegsbeginn, auf ihre militärische Brauchbarkeit untersucht. Zu diesem Zweck wurde das „Erprobungskommando Lärz“ aufgestellt, das normalerweise die sogenannten Vor- oder Nullserienmuster zur Einsatzerprobung zugewiesen bekam. Ab Mitte 1944 erlangte die Erprobung der neuen Strahlflugzeuge Me 262, Ar 234 und He 162 höchste Priorität.
Die Erprobungsstelle war aber nicht nur für deutsche Entwicklungen zuständig, sondern auch für ausländische Flugzeugmuster. Nach dem Beginn des Zweiten Weltkrieges wurden erbeutete Flugzeuge nach Rechlin gebracht und dort eingehend erprobt.

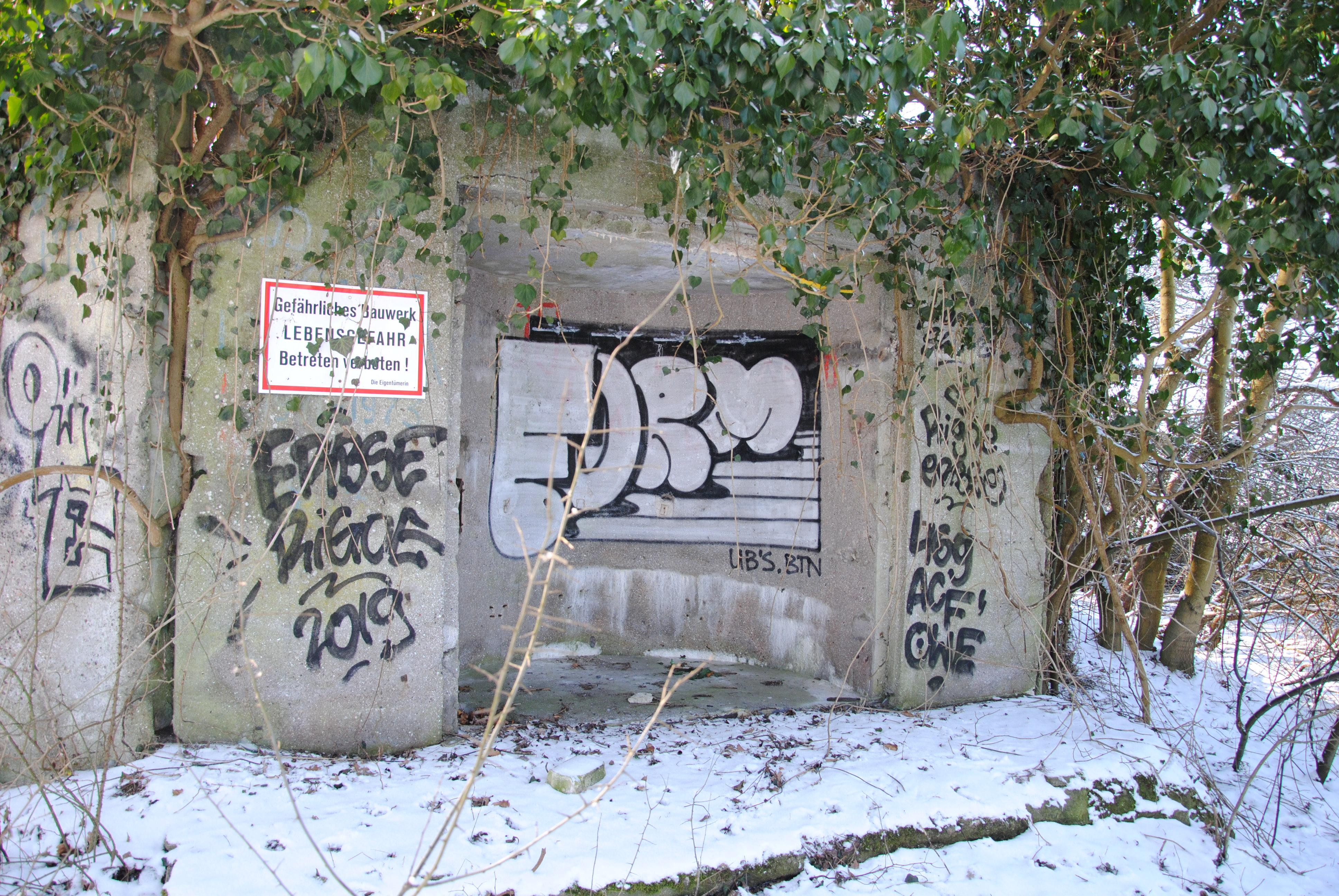
Flakbunker am Bolter Kanal

Vom Bombenkrieg blieb Rechlin bis in das Jahr 1944 verschont. Zur Erprobungsstelle Rechlin gehörten (ab 1940) drei Bunker am Ostufer der Müritz: einer am Steilufer, einer am Bolter Kanal und einer zwischen Boek und dem Bolter Kanal. Außerdem gab es eine Bunkeranlage auf der Höhe 78, wo heute ein Hotel garni ist. Im Mai 1944 erfolgte der erste Luftangriff auf das Areal, wobei Rechlin nur als Ausweichziel diente. Der erste geplante Großangriff erfolgte erst im August 1944 durch die Eighth Air Force. Durch die Schäden wurden die Erprobungen beeinträchtigt; sie kamen durch den letzten Angriff im April 1945 zum Erliegen. Vom Flugplatz Lärz aus wurden noch Einsätze gegen Bomberverbände mit der Messerschmitt Me 262 des Jagdgeschwaders 7 und Tieffliegerangriffe des Jagdgeschwaders 4 mit der Focke-Wulf Fw 190 gegen die Rote Armee geflogen. Ende April wurden die noch vorhandenen technischen Anlagen gesprengt, bevor am 2. Mai 1945 die Erprobungsstelle an die Rote Armee übergeben wurde.

### Nachkriegsgeschichte
Nach dem Krieg wurde Rechlin zu einer Garnison der Roten Armee (ab 1954: Gruppe der Sowjetischen Streitkräfte in Deutschland). Da der Flugplatz Lärz über Betonbahnen verfügte, wurde dort zunächst ein Jagdbombergeschwader und später zusätzlich ein Hubschraubergeschwader (vgl. GRU) stationiert. Die Offiziere und ihre Familien wurden in der Siedlung Vietzen (heutiges Rechlin) untergebracht, die Soldaten in den ehemaligen Kasernen der Erprobungsstelle der Gruppe West kaserniert. 1948 gab die Rote Armee 75 Wohnungen zur Nutzung durch die deutsche Bevölkerung frei. Zu einem großen Teil kamen hier Vertriebene aus den ehemaligen Ostgebieten des Deutschen Reiches unter.
Auf dem der Müritz nahe gelegenen Bereich der Gruppe Nord entstand ab Mitte Juni 1948 die Schiffswerft Rechlin. Auf dem Gelände standen nur noch wenige, durch die Bombenangriffe beschädigte oder gesprengte Gebäude ohne Fenster, Türen und Fußböden. Die ersten Produkte waren Ackergeräte und Sportboote; bis 1955 wurden durch die Werftarbeiter auch Einfamilien- und Doppelhäuser repariert. Es entstanden u. a. bereits Rettungsboote aus Holz und Leichtmetall.
Im Jahr 1963 wurde die Schiffswerft Spezialbetrieb für die Entwicklung und den Bau von Rettungsbooten, die ab November 1966 aus glasfaserverstärkten Plasten hergestellt wurden. Als Motor wurde unter anderem der schnelllaufende Vierzylinder-Dieselmotor 4 VD 8/8 aus dem Motorenwerk Cunewalde verwendet. Dazu kamen nach wie vor Konsumgüter, Zulieferteile für den Großschiffbau und Gefriereinrichtungen für Kühlschiffe. Insgesamt wurden in der Zeit von 1948 bis 1980 etwa 3.800 Rettungsboote und ungefähr 4.000 sonstige Boote hergestellt.
1984 wurde das GAL-Boot (geschlossen, aufrichtend, lenzend) vorgestellt, das nach internationalen und Vorschriften der See-Berufsgenossenschaft entwickelt wurde. Die Werft hatte sich bis zum Ende der 1980er Jahre mit etwa 1.100 Mitarbeitern zum größten Industriebetrieb im Kreis Neustrelitz entwickelt. In den Jahren 1990 bis 1992 sank die Zahl der Mitarbeiter auf 430 und 1993 erfolgte die Privatisierung mit der Aufteilung in eine Mutter- und mehrere Tochtergesellschaften. Nachdem diese Einzelgesellschaften nach und nach in Konkurs gingen, wurde das Gelände 1997 zwangsversteigert. Der Stuttgarter Harald Kuhnle ersteigerte das Areal und gründete ein Jahr später die „Kuhnle Werft“. Diese Werft baut Hausboote vor allem der Kormoran-Baureihe, die an Privateigner verkauft oder bei dem Charterunternehmen „Kuhnle-Tours“ an mehreren Standorten in Deutschland, Polen und Frankreich vermietet werden. Seit 1997 wurden auf der „Kuhnle Werft“ folgende Innovationen entwickelt: Landstromunabhängige Bordheizung, strömungsoptimierter Rumpf, hydraulischer Bootsantrieb.
1956 wurde ebenfalls auf dem Gelände der ehemaligen Gruppe Nord das Zentrale Nachrichtenlager der NVA aufgebaut, nachdem dort ab 1951 bereits die Wassersportschule der FDJ und ab 1952 die Seesportschule der GST ansässig waren. Nach der Wende 1990 wurde ein Teil des Geländes von der Bundeswehr übernommen und ein Gerätedepot eingerichtet, das jedoch im Zuge der Neuausrichtung der Bundeswehr aufgegeben wurde.
Im März 1993 verließ das 19. Jagdbomberregiment der russischen WGT nach 48 Jahren den Flugplatz Lärz und im Herbst auch den bisher ausgegrenzten Wohnbereich und die Kasernen in Rechlin. 1994 wurde der Flugplatz Lärz wieder für die zivile Nutzung eröffnet.
Die Kirche in Rechlin-Nord durchlief in dieser Zeit abenteuerliche Nutzungsarten – vom Munitionslager der Roten Armee über Getreidespeicher der LPG und Leichtmetallglätterei der Schiffswerft bis hin zur Sporthalle bzw. Gerätelager der NVA. Die Kirche wurde nach Renovierungsarbeiten, veranlasst durch den Förderverein Kirche Rechlin Nord e. V., im Jahr 1996 vom Bund an die Mecklenburgische Landeskirche übergeben.

## Luftfahrttechnisches Museum Rechlin

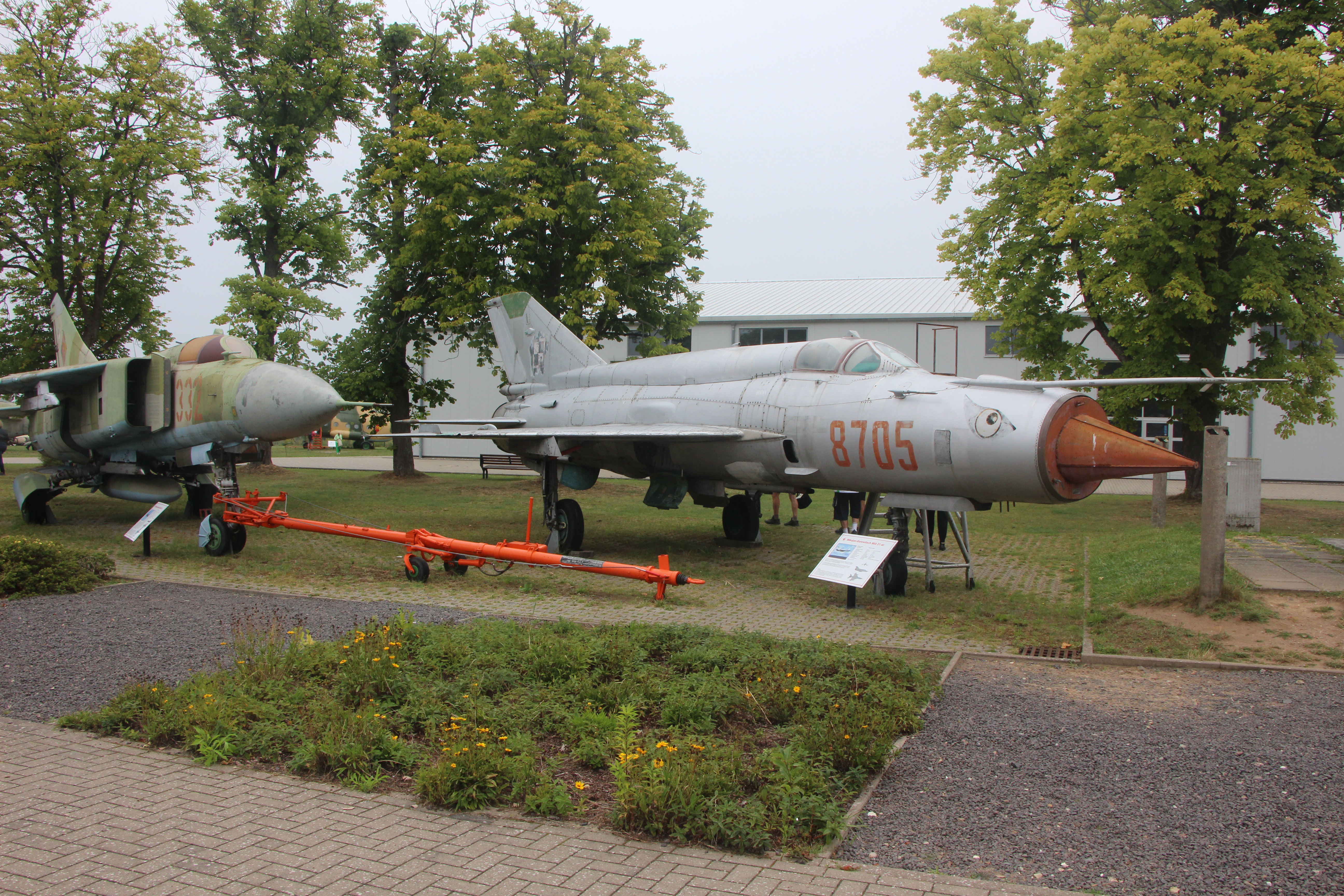
MiG-21 und Su-24 (links) im Außengelände

1993 gründete sich der Verein Luftfahrttechnisches Museum Rechlin. Am 1. August 1998 wurde das Museum eröffnet. Der Luftfahrttechnischen Museum Rechlin e. V. betreibt das Museums und der Förderverein Luftfahrttechnisches Museums e. V. ist für Beschaffung von Exponaten, Finanzmitteln und die überregionale Werbung zuständig. Das Museumsfläche umfasst 15.000 Quadratmeter.